# Manolo Valle
Manel Valle Estefanell (San Hilario Sacalm, España, 6 de julio de 1968), conocido como Manolo Valle, es un exfutbolista y entrenador que se desempeñaba como delantero.

## Clubes y estadísticas

### Como jugador
| Club                   | País   | Año       | Partidos | Goles |
| ---------------------- | ------ | --------- | -------- | ----- |
| Girona F.C.            | España | 1977-1978 | 10       | 0     |
| U.E. Olot              | España | 1978-1979 |          |       |
| Rayo Vallecano         | España | 1979-1981 | 31       | 2     |
| Castilla C.F.          | España | 1981-1982 | 13       | 1     |
| F.C. Barcelona Atlètic | España | 1982-1983 | 20       | 2     |
| Cádiz C.F.             | España | 1983-1984 | 6        | 0     |
| U.E. Figueres          | España | 1985-1987 | 43       | 5     |
| Palamós C.F.           | España | 1988-1989 | 31       | 4     |
| Real Jaén C.F.         | España | 1989-1990 | 10       | 2     |

### Como entrenador
| Club        | País   | Año  | Partidos | Victorias | Empates | Derrotas |
| ----------- | ------ | ---- | -------- | --------- | ------- | -------- |
| C.E. Mataró | España | 2000 | 1        | 0         | 0       | 1        |

## Palmarés

### Como jugador
| Título             | Club          | País   | Año     |
| ------------------ | ------------- | ------ | ------- |
| Segunda División B | U.E. Figueres | España | 1985-86 |
| Segunda División B | Palamós C.F.  | España | 1988-89 |